# Marshall Manesh
Marshall Manesh (Mashhad, 16 agosto 1950) è un attore iraniano naturalizzato statunitense.

## Filmografia parziale

### Cinema
- True Lies, regia di James Cameron (1994)
- Barb Wire, regia di David Hogan (1996)
- Kazaam - Il gigante rap (Kazaam), regia di Paul Michael Glaser (1996)
- Il grande Lebowski (The Big Lebowski), regia di Joel Coen (1998)
- Showtime, regia di Tom Dey (2002)
- 110 e frode (Stealing Harvard), regia di Bruce McCulloch (2002)
- Oceano di fuoco - Hidalgo (Hidalgo), regia di Joe Johnston (2004)
- Nata per vincere (Raise Your Voice), regia di Sean McNamara (2004)
- Natale in affitto (Surviving Christmas), regia di Mike Mitchell (2004)
- Pirati dei Caraibi - Ai confini del mondo (Pirates of the Caribbean: At World's End), regia di Gore Verbinski (2007)
- Crossing Over, regia di Wayne Kramer (2009)
- Anno uno (Year One), regia di Harold Ramis (2009)
- Cercasi amore per la fine del mondo (Seeking a Friend for the End of the World), regia di Lorene Scafaria (2012)
- Afternoon Delight, regia di Joey Soloway (2013)
- A Girl Walks Home Alone at Night (دختری در شب تنها به خانه می‌رود) regia di Ana Lily Amirpour (2014)
- Jimmy Vestvood - Benvenuti in Amerika (Jimmy Vestvood: Amerikan Hero), regia di Jonathan Kesselman (2014)

### Televisione
- Will & Grace - 7 episodi (1999-2003)
- Poseidon - Il pericolo è già a bordo (The Poseidon Adventure) - film TV (2005)
- How I Met Your Mother - 21 episodi (2005-2014)
- Andy Barker, P.I. - 6 episodi (2007)
- The Brink - 5 episodi (2015)
- Come sopravvivere alla vita dopo la laurea (Cooper Barrett's Guide to Surviving Life) - 4 episodi (2016)

## Doppiatori italiani
Nelle versioni in italiano delle opere in cui ha recitato, Marshall Manesh è stato doppiato da:
- Gerolamo Alchieri ne Il grande Lebowski
- Carlo Marini in X-Files
- Vittorio Di Prima in Law & Order - Unità vittime speciali
- Giorgio Lopez in Alias
- Roberto Stocchi in E.R. - Medici in prima linea
- Bruno Alessandro in Prison Break
- Francesco Pannofino in Anno uno
- Mario Scarabelli in How I Met Your Mother
- Germano Longo in A Girl Walks Home Alone at Night
- Giuliano Santi in Jimmy Vestvood - Benvenuti in Amerika
- Carlo Valli in The Brink